# Маркович, Якуб
Якуб Маркович (чеш. Jakub Markovič; род. 13 июля 2001, Пршеров, Оломоуцкий край) — чешский футболист, вратарь клуба «Славия Прага».

## Клубная карьера
Маркович — воспитанник столичного клуба «Славия». 24 августа 2019 года в матче против «Богемианс 1905» он дебютировал в Первой лиге. В своём дебютном сезоне Маркович стал чемпионом страны. В 2020 году Якуб на правах аренды перешёл в «Младу-Болеслав». В матче против либерецкого «Слована» он дебютировал за новую команду. В начале 2021 года Маркович был арендован клубом «Селье и Белло». 12 марта в матче против «Усти-над-Лабем» он дебютировал в чешской ФНЛ. 
Летом 2021 года Маркович на правах аренды перешёл в «Пардубице». 8 августа в матче против своего бывшего клуба «Млада-Болеслав» он дебютировал за команду.   

## Международная карьера
В 2023 году Маркович в составе молодёжной сборной Чехии принял участие в молодёжном чемпионате Европы в Румынии и Грузии. На турнире он был запасным и на поле не вышел.

## Достижения
Клубные
 «Славия» (Прага)
- Чемпион Чехии: 2019/20